# Radean Robinson
Pas d'image ? Cliquez ici

a Compétitions nationales et continentales officielles uniquement.

b Matchs officiels uniquement.
Radean Robinson, né le 9 septembre 1998 à Rockhampton (Australie), est un joueur de rugby à XIII australien d'origine italienne évoluant au poste de demi de mêlée ou de demi d'ouverture dans les années 2020.
Radean Robinson pratique le rugby à XIII dès son plus jeune âgé dans le Queensland. Il fait ses débuts en Queensland Cup (antichambre de la National Rugby League) à partir de 2020 au sein de sa ville natale des « Central Queensland Capras » puis rejoint en 2023 les « Souths Logan Magpies ». Titulaire au sein de ces clubs, il n'obtient toutefois pas d'opportunité pour jouer en NRL. En 2024, le club français du R.C. Saint-Gaudens parvient à l'attirer pour disputer le Championnat de France. Sa première saison est une réussite malgré un club ne parvenant pas à jouer les premières places et obtient qu'une neuvième place. Ses performances sont remarquées et le Toulouse olympique XIII le recrute à l’orée de la saison 2025.
Ayant une ascendance italienne, il est convoqué en équipe nationale d'Italie et dispute les trois rencontres de la Coupe du monde 2022 affrontant notamment son pays natal l'Australie,.

## Palmarès

### Coupe du monde
| Édition         | Rang     | Résultats Italie | Résultats Robinson | Matchs Robinson |
| --------------- | -------- | ---------------- | ------------------ | --------------- |
| Angleterre 2022 | 1er tour | 1 v, 0 n, 2 d    | 1 v, 0 n, 2 d      | 3/3             |

Légende : v = victoire ; n = match nul ; d = défaite.

### Détails en sélection
| Matchs internationaux de Radean Robinson | Matchs internationaux de Radean Robinson | Matchs internationaux de Radean Robinson | Matchs internationaux de Radean Robinson | Matchs internationaux de Radean Robinson | Matchs internationaux de Radean Robinson | Matchs internationaux de Radean Robinson | Matchs internationaux de Radean Robinson | Matchs internationaux de Radean Robinson | Matchs internationaux de Radean Robinson | Matchs internationaux de Radean Robinson | Matchs internationaux de Radean Robinson |
|                                          | Date                                     | Adversaire                               | Résultat                                 | Compétition                              | Poste                                    | Points                                   | Essais                                   | Pen.                                     | Drops                                    |                                          |                                          |
| ---------------------------------------- | ---------------------------------------- | ---------------------------------------- | ---------------------------------------- | ---------------------------------------- | ---------------------------------------- | ---------------------------------------- | ---------------------------------------- | ---------------------------------------- | ---------------------------------------- | ---------------------------------------- | ---------------------------------------- |
| sous les couleurs de la France           |                                          |                                          |                                          |                                          |                                          |                                          |                                          |                                          |                                          |                                          |                                          |
| 1.                                       | 16 octobre 2022                          | Écosse                                   | 28-4                                     | Coupe du monde                           | Demi d'ouverture                         | -                                        | -                                        | -                                        | -                                        |                                          |                                          |
| 1.                                       | 22 octobre 2022                          | Fidji                                    | 4-60                                     | Coupe du monde                           | Demi d'ouverture                         | -                                        | -                                        | -                                        | -                                        |                                          |                                          |
| 1.                                       | 29 octobre 2022                          | Australie                                | 6-66                                     | Coupe du monde                           | Demi d'ouverture                         | -                                        | -                                        | -                                        | -                                        |                                          |                                          |

### Détails en club
| Saison    | Saison                    | Championnat | Championnat    | Championnat | Championnat | Championnat | Championnat | Championnat | Coupe | Coupe      | Sélection | Sélection | Sélection | Sélection | Sélection | Sélection | Sélection |
| Saison    | Saison                    | Comp.       | Class.         | M           | Pts         | Ess.        | Buts        | Dp.         | Comp. | Class.     | Comp.     | M         | Pts       | Ess.      | Buts      | Dp.       |           |
| --------- | ------------------------- | ----------- | -------------- | ----------- | ----------- | ----------- | ----------- | ----------- | ----- | ---------- | --------- | --------- | --------- | --------- | --------- | --------- | --------- |
| 2020      | Central Queensland Capras | QC          | Saison annulée | 1           | -           | -           | -           | -           |       |            |           |           |           |           |           |           |           |
| 2021      | Central Queensland Capras | QC          | 14e            | 15          | 8           | 2           | -           | -           |       |            |           |           |           |           |           |           |           |
| 2022      | Central Queensland Capras | QC          | 5e             | 19          | 36          | 9           | -           | -           |       |            | CM        | 3         | -         | -         | -         | -         |           |
| 2023      | Souths Logan Magpies      | QC          | 1/2 finale     | 18          | 20          | 5           | -           | -           |       |            |           |           |           |           |           |           |           |
| 2024      | Souths Logan Magpies      | QC          | 10e            | 20          | 24          | 6           | -           | -           |       |            |           |           |           |           |           |           |           |
| 2024-2025 | R.C. Saint-Gaudens        | CHF         | 9e             | 18          | 52          | 13          | -           | -           | 2025  | 1/8 finale |           |           |           |           |           |           |           |
| 2025      | Toulouse olympique XIII   |             |                |             |             |             |             |             |       |            |           |           |           |           |           |           |           |